# Propyria hypoleuca
Propyria hypoleuca är en fjärilsart som beskrevs av Max Wilhelm Karl Draudt 1917. Propyria hypoleuca ingår i släktet Propyria och familjen björnspinnare. Inga underarter finns listade i Catalogue of Life.